# Dave Arneson
David Arneson, dit Dave Arneson, né le 1er octobre 1947, dans le Comté de Hennepin et mort le 7 avril 2009 à Saint Paul (Minnesota), est un créateur de jeu américain. Il est surtout connu pour avoir coécrit avec Gary Gygax le premier et le plus célèbre des jeux de rôle, Donjons et Dragons.
Après avoir joué au wargame Braunstein, il adapte la mécanique de jeu d'un personnage par joueur et d'un maître de jeu avec un rôle d'arbitre pour animer des parties de jeu d'un petit groupe de joueurs s'aventurant dans des tunnels souterrains d'univers fantastique. C'est cette idée qui est à la base du jeu de rôle et qu'il a présentée à Gary Gygax pour la conception de Donjons et Dragons.
En 1975, il publie le second supplément à l'édition originale de Donjons et Dragons, Blackmoor (en), après le Greyhawk de Gary Gygax. Il quitte TSR en 1976 et poursuit la compagnie pour conserver son droit d'auteur sur la gamme des jeux D&D. En 1984, Arneson est intronisé à l’Academy of Adventure Gaming Arts and Design's Hall of Fame.

## Wargame avec figurines
L'intérêt pour les jeux de simulation débute avec le wargame. Au début des années 60, ses parents lui offrent Gettysburg, un wargame de plateau très populaire de Avalon Hill. Le groupe de joueurs de Dave Arneson commence alors à créer ses propres règles et à expérimenter d'autres manières de jouer avec les jeux existants. À cette époque, Dave aime particulièrement les wargames navals. Dans des cours d'histoire du secondaire, il aimait jouer le rôle de personnages historiques et imaginer des situations contrefactuelles de type « Et si cela s'était passé autrement… ». 
À la fin des années 60, il rejoint le Midwest Military Simulation Association (MMSA), un groupe de joueurs de wargame avec figurines miniatures de la région de Minneapolis-St. Paul. C'est là qu'il rencontre David Wesely avec qui il va jouer des parties de Braunstein. Il s'agissait de parties où une vingtaine de joueurs jouaient des simulations historiques avec chacun un personnage et sans forcément des objectifs militaires. Les parties étaient conçues et arbitrées par David Wesely et Dave Arneson aimait pousser au maximum les limites du jeu. Dave Arneson adapte le système de jeu pour jouer dans des univers inspirés du Seigneur des Anneaux et de Dark Shadows. Lorsque David Wesely rejoint l'armée, Dave Arneson continue d'animer des parties dans différents univers et genres. Il devient aussi membre de l'International Federation of Wargamers.
En 1969, Dave Arneson étudie l'histoire à l'Université du Minnesota et travaille à temps partiel comme gardien de sécurité. En août 1969, il participe à la 2e  Gen Con, une convention de jeu alors concentrée sur le wargame et il y rencontre Gary Gygax. Ils commencent à collaborer sur un wargame naval nommé Don't give up the ship! qui est publié en série en 1971 et en un jeu complet en 1972.

## Blackmoor
Alors que David Wesely est à l'armée, Dave Arneson propose à son groupe de joueurs de jouer une version fantastique d'eux-mêmes dans un univers médiéval nommé la baronnie de Blackmoor. Les premières parties consistent à arpenter les souterrains du château de Blackmoor qui sont peuplés de monstres imaginaires, de pièges et de trésors (le château est une maquette Kibri du château de Branzoll (en)). Plus tard, Dave Arneson crée des scénarios basés sur ses idées et les souhaits des joueurs : explorations du pays, escorte de caravanes et même levée d'armées pour défendre le pays.
Pour les mécaniques de résolution, Dave commence à adapter les règles de Chainmail (1971) de Gary Gygax et Jeff Perrin, un wargame avec figurines avec des règles pour la magie. Cependant, il est insatisfait des règles de combat fantastique et il développe son propre système avec des ajouts issus de sa révision des règles du jeu Civil War Ironclad : classe d'armure, points de vie, etc. L'expérience de jeu est très proche des jeux de rôle qui suivront dans les années 70 et 80 : exploration de donjons, et progression des personnages avec un système d'expérience et un jeu en campagne. L'univers de jeu était émergent et s'adaptait aux souhaits et aux actions des joueurs. Outre les aspects classiques du genre médiéval fantastique, cet univers contenait aussi des éléments de science fiction et de voyage dans le temps (publiés plus tard dans la série des modules DA, particulièrement City of the Gods). Il définissait ce jeu comme « un univers médiéval atypique, avec des engins à vapeur, de la poudre et des sous-marins en petites quantités. L'essentiel était de se concentrer sur la narration et le jeu de rôle. » Les premiers éléments de Blackmoor ont été publiés en 1972 dans le bulletin de la Castle & Crusade Society. Il a ensuite été détaillé plus amplement dans The First Fantasy Campaign, publié par Judges Guild en 1977.
En novembre 1972, Dave Arneson et Dave Megarry voyagent à Lake Geneva pour rencontrer Gary Gygax et lui faire une démonstration de Blackmoor (et de Dungeon! de Megarry). Dave Arneson joue le maître de jeu, Dave Megarry joue le leader de facto des personnages joueurs car il connaît le jeu ; Gary Gygax, Ernie Gygax, Rob et Terry Kuntz jouent un personnage chacun. En 2019, Rob Kuntz témoigne qu'après la démonstration, Gary Gygax est très impressionné par l'expérience de jeu et aussi « jaloux, froidement jaloux. »

## Donjons et Dragons
Après la démonstration de Blackmoor, Gary Gygax débute sa propre campagne de jeu qu'il nomme Greyhawk. Il demande à Dave Arneson ses notes de jeu et ses règles, même si ce dernier a très peu de règles explicites. Les deux collaborent alors par téléphone et par voie postale, et ils testent leurs règles avec leurs groupes de jeu. Gygax veux publier le jeu mais Guidon Games et Avalon Hill rejettent leur demande. Gary Gygax veut publier le jeu le plus rapidement possible car de nombreuses innovations semblables commencent à apparaître. Les premières règles sont assemblées à la va-vite et les derniers brouillons de Arneson n'ont pas le temps d'être inclus. Au moment de créer la compagnie TSR pour publier le jeu Dungeons & Dragons (D&D), Dave Arneson n'a pas les moyens d'y participer financièrement. Malgré cela, Brian Blume fournit le capital nécessaire pour publier les 1000 exemplaires de la première boîte de jeu de rôle en 1974. Cette boîte, plus tard surnommée « woodgrain » en raison de sa couleur, se vend complètement durant la première année et les ventes augmentent rapidement les années suivantes. 
En 1975, des nouvelles règles et des éléments de campagne de Blackmoor sont introduits dans le 2ème supplément de D&D de même nom. Il comprend le premier scénario publié commercialement (The Temple of the Frog), deux nouvelles classes de personnage (moine et assassin) et des nouveaux monstres.

## Différend avec TSR
Dave Arneson rejoint officiellement la compagnie TSR comme directeur de la recherche au début 1976 mais il la quitte à la fin de l'année pour devenir concepteur de jeu indépendant. En 1977, bien qu'il ait quitté TSR, Arneson publie Dungeonmaster's Index, un livret de 38 pages indexant tous les produits D&D de TSR publiés jusqu'à cette date.
Depuis 1974, TSR paye des droits d'auteurs à Arneson sur tous les produits D&D. Cependant, quand la compagnie publie Advanced Dungeons & Dragons (AD&D) en 1977, elle déclare que AD&D est un produit significativement différent et qu'il n'y a donc pas de justification de payer des droits d'auteur pour ce dernier. En réponse, Arneson entame dès lors une série de poursuites légales contre Gygax et TSR en 1979. En mars 1981, dans un accord confidentiel, Arneson et Gygax résolvent les poursuites hors cour en s'entendant sur le fait d'être crédité co-auteurs de D&D sur les produits de la gamme et que Arneson reçoive 2.5% de droits d'auteur sur tous les produits AD&D. Les deux gardèrent des contacts distants et épisodiques, par exemple, en s'échangeant des vœux de bonne santé après leur accident vasculaire respectif.

## Poursuite de Blackmoor
Dave Arneson continue le suivi son univers de campagne avec la compagnie Judge Guild en publiant The First Fantasy Campaign en 1977. En 1979, Arneson et Richard L. Snider, un joueur des premières tables de Blackmoor, co-écrivent Adventures in Fantasy, un jeu de rôle qui tente de retrouver « l'esprit original du jeu de rôle fantastique » que Arneson avait conçu au début des années 70 par opposition à ce que D&D était devenu.
Dans les années 80, il crée sa propre compagnie de jeu, Adventure Games, qui emploie plusieurs de ses amis, qui sont aussi des membres d'un groupe de reconstitution de la guerre de Sécession. La compagnie publie des jeux de guerre avec figurines miniatures comme Harpoon (1981) ou Johnny Reb (1983), et une nouvelle édition du jeu de rôle Adventures in Fantasy (1981). La compagnie publie aussi des livres liés à Tékumel : Empire of the Petal Throne grâce à l'amitié qu'entretient Arneson avec son auteur M.A.R. Barker. La compagnie est profitable mais elle engendre trop de travail pour Arneson qui la vend à Flying Buffalo. En 1985, Flying Buffalo, dont Arneson possède une partie des actions, reprend les droits des produits de Adventure Games. 
Alors que Gary Gygax est président de TSR, il publie une série de quatre modules « DA » détaillant amplement l'univers de Blackmoor dont trois sont écrits par Dave Arneson (1986–1987). Gygax est évincé de la compagnie avant que Arneson puisse publier un cinquième module. En 1986 Arneson écrit un nouveau module pour D&D dans le monde de Blackmoor appelé « The Garbage Pits of Despair » qui est publié en deux parties dans le magazine Different Worlds numéros 42 et 43. 
En 1997, après que Wizards of the Coast a acquis TSR, Peter Adkison rachète le nom D&D à Arneson pour retirer le mot Advanced et renommer le jeu simplement Dungeons & Dragons.  
Arneson et Dustin Clingman fondent la compagnie Zeitgeist Games pour publier une version mise à jour et suivant le système d20 de Blackmoor. Goodman Games publie et distribue Dave Arneson's Blackmoor en 2004, ainsi qu'une petite série d'autres produits Blackmoor l'année suivante. En 2009, Code Monkey Publishing publie Dave Arneson's Blackmoor: The First Campaign pour la 4e édition de D&D.

## Programmation et éducation
En 1978, Arneson fonde 4D Interactive Systems, une compagnie de jeu vidéo au Minnesota. Il travaille sur plusieurs projets informatiques en tant que consultant . Il critique les jeux Gold Box de SSI, basés sur AD&D, en avançant qu'ils ne sont pas assez innovants.
En Californie dans les années 80, il travaille dans l'éducation spécialisée pour enfant. De retour au Minnesota, il continue de travailler en éducation et sur l'application du jeu de rôle comme outil pédagogique. Dans les années 90, il enseigne dans le domaine de la conception de jeu vidéo à Full Sails, une université privée spécialisée dans le multimédia jusqu'en 2008. 

## Autres activités rôlistiques
Dans les années 90, il est invité au Brésil par la compagnie de jeu Devir. Il devient ami avec son propriétaire et lui donne sa première boîte de D&D « woodgrain » et des livres de jeu de rôle de sa collection en remerciement de son hospitalité.
Dans les années 2000, Arneson travaille avec le documentariste John Kentner sur Dragons in the Basement (non diffusé), un documentaire vidéo sur les premiers temps des jeux de rôle sur table. Arneson décrit le documentaire comme une collection d'entretiens des premiers joueurs et des premiers concepteurs de jeu comme Marc Miller (Traveller) et M.A.R. Barker (Empire of the Petal Throne). 
En 2000, il fait aussi une apparence caméo dans le film Dungeons & Dragons en tant que mage jetant des boules de feu sur un dragon, mais la scène fut supprimée du film définitif.

## Vie privée
Arneson se marie avec Frankie Ann Morneau en 1984. Ils ont une fille, Malia, et deux petits-enfants.
Après s'être battu contre un cancer pendant deux ans, Arneson décède le 7 avril 2009. Sa fille, Malia Weinhagen, témoigne « La plus grande chose à propos de mon père est qu'il voulait que les gens aient du plaisir dans la vie. »

## Hommages et distinctions
Arneson a reçu de nombreuses récompenses pour son rôle dans la création de Dungeons & Dragons et des jeux de rôle sur table en général. En 1984, il entre dans The Academy of Adventure Gaming Arts and Design's Hall of Fame (aussi connue sous le nom Charles Roberts Awards Hall of Fame). En 1999, il est nommé comme une des personnes les plus influentes du millénaire « du moins dans le monde du jeu d'aventure » par le magazine Pyramid de Steve Jackson Games. En 2008, il est représenté comme un roi de cœur dans le jeu de cartes des célèbres concepteurs de jeu de Flying Buffalo .
Trois jours après son décès, la page d'accueil du site web officiel de Wizards of the Coast affiche pendant quelque temps un hommage à Dave Arneson. D'autres hommages incluent les bandes dessinées The Order of the Stick numéro 644 et Dork Tower du 8 avril 2009. La compagnie Activision Blizzard lui dédie un patch de l'extension The Secrets of Ulduar pour The World of Warcraft et un hommage sur son site web.
L'université Full Sail où Arneson enseigna renomme un studio de développement pour étudiants en « Dave Arneson's Blackmoor Studios ».
Depuis la publication d'un billet de blogue sur l'histoire de Braunstein en 2008 et du volumineux essai Playing at the World en 2012, les rôles de Dave Wesely and Dave Arneson ont été restaurés dans la culture populaire de l'histoire du jeu de rôle. En 2017, Robert Kuntz publie Dave Arneson's True Genius et donne un entretien à Kotaku où il raconte l'histoire de la rencontre entre Arneson et Gygax,. En 2019, le documentaire The Secrets of Blackmoor présente des entretiens des premiers joueurs de Dave Arneson et reconnaît ses innovations dans la naissance du jeu de rôle sur table.

## Bibliographie partielle

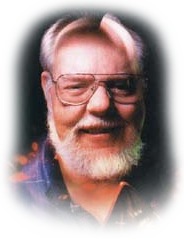
Dave Arneson.